# Dramatischer Verein Biberach
Der Dramatische Verein, Bürgerliche Komödiantengesellschaft von 1686, Biberach an der Riß e.V. (Eigenschreibweise Dram) ist ein in Biberach an der Riß ansässiger Amateurtheaterverein. Er gilt durch das Gründungsjahr 1686 als der älteste Theaterverein Deutschlands. Als Vereinsraum dient das Biberacher „Komödienhaus“, wo 1761 unter der Regie und in der Übersetzung von Christoph Martin Wieland „Der Sturm“ von Shakespeare erstmals in deutscher Sprache aufgeführt wurde.
Laut Vereinssatzung ist der Zweck des Vereins die Pflege der Theaterkunst in der Stadt Biberach. Dazu werden jedes Jahr mehrere Stücke auf die Bühne gebracht. Als Spielorte dienen unter anderem das Komödienhaus und die Biberacher Stadthalle. Dort findet jährlich die größte Produktion des Vereins statt, die traditionell am Silvesterabend Premiere feiert.